# Andrés Reggio

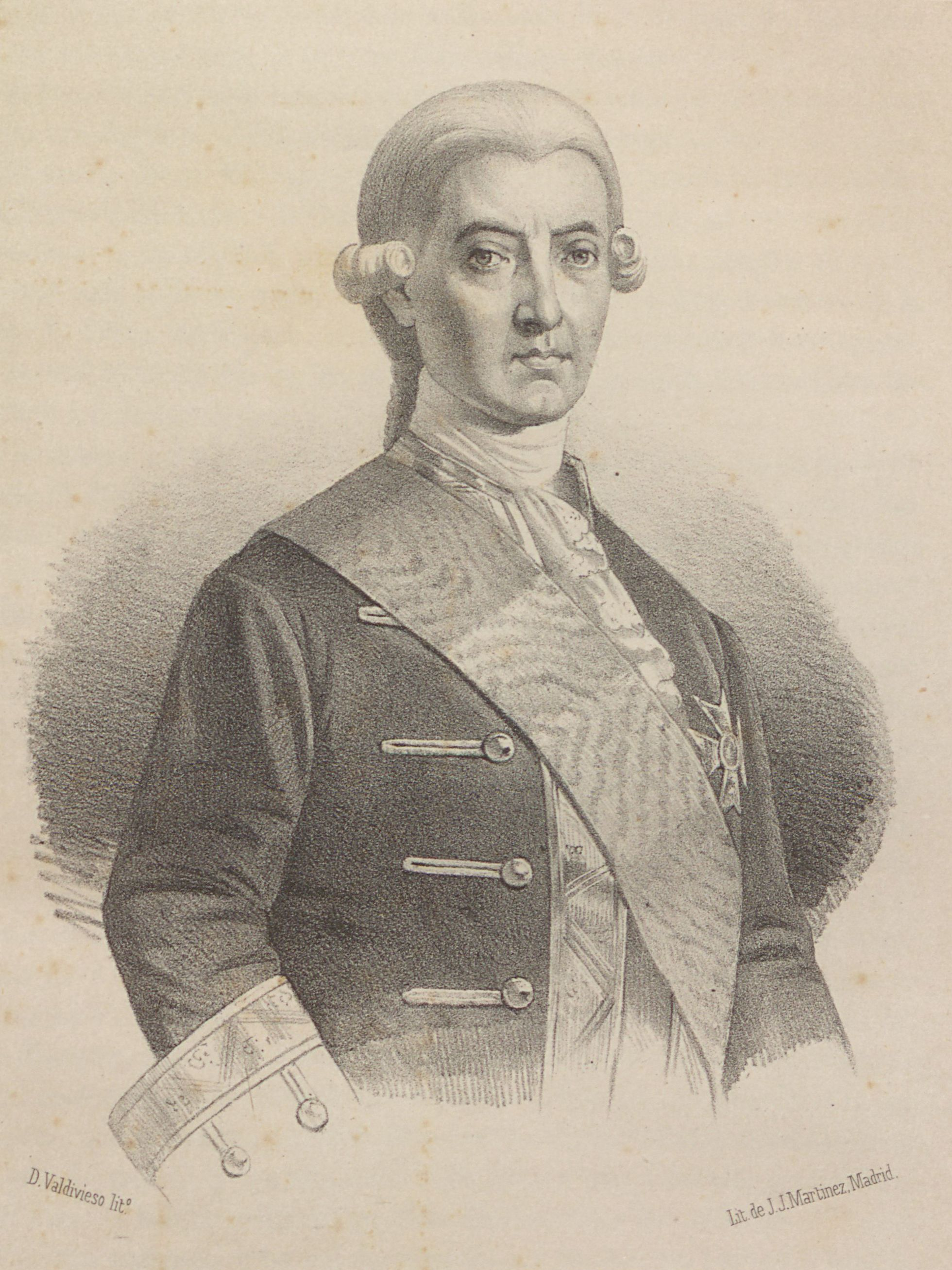
Retrato de Andrés Reggio

Andrés Reggio y Brachiforte (1692-1780) fue un oficial de la Armada Española, nacido en la ciudad siciliana de Palermo. Su primer apellido es castellanizado ocasionalmente como Regio.

## Biografía
De ascendencia noble, desde muy joven sirvió en las galeras de Malta, desde donde pasaría a la Marina de Guerra. En 1715 participó en la invasión de Mallorca, último reducto de los partidarios del archiduque Carlos en suelo español. Seguidamente, sirvió en las campañas de Cerdeña (1717) y Sicilia (1718) como capitán de navío. En esta última estuvo presente en la batalla del cabo Passaro contra los ingleses, en la que su buque quedó aislado del resto de la escuadra española y tras enconada resistencia, hubo de rendirse.
En 1720 combatió en la expedición de socorro a Ceuta y luego marchó a América, integrándose en la flota de galeones encargados de llevar la plata al puerto de Cádiz. Regresó al Mediterráneo en 1730, donde tomaría parte en la reconquista de Orán (1732) y la mucho menos duradera de Nápoles (1733). Por estas acciones el Rey Carlos III le concedió la recién creada Gran Cruz de la Orden de San Jenaro en 1739. En junio de 1740 fue designado comandante general del departamento marítimo de Ferrol, aunque apenas un mes más tarde dejó el cargo para enrolarse en la escuadra de Rodrigo de Bastidas como segundo al mando, con la que visitaría las costas de América del Norte y las Antillas.
En lugar de retornar a España, accedió al cargo de comandante de las fuerzas navales en las Antillas y Tierra Firme (Nueva Granada), desde el que impulsó la construcción del arsenal de La Habana en 1741. En 1746 alcanzó el grado de teniente general.
Durante el último año de la Guerra de Sucesión Austríaca (1740-1748) hubo de hacer frente a la expedición de Charles Knowles a La Habana, que consiguió rechazar. Sin embargo, su conducta fue objeto de un juicio militar debido a que los combates con Knowles habían tenido lugar unos meses después del Tratado de Aquisgrán (1748), que sancionaba la paz entre Gran Bretaña y España. No obstante, se le declaró inocente y completamente libre de cargos, al considerarse que había obrado correctamente y que quien había puesto en peligro la paz era únicamente Knowles. El propio Fernando VI declaró su aprecio a Reggio por el notorio valor y conducta con que sostuvo el honor del pabellón de España.
En 1749 regresó a España, donde fue nombrado capitán general del Departamento de Cádiz y director general de la Armada. Desempeñando dicho cargo tuvo un encuentro el 1 de marzo de 1770, 4 días antes de la Masacre de Boston, con un hombre con el que ya había coincidido en las Antillas y que tendrá un papel clave en la Historia mundial: el gobernador Luis de Unzaga y Amézaga a quien le traspasará diversas cosas propias para su nuevo cargo como gobernador de la Luisiana y además un asunto de la máxima discreción y seguridad como era la red de espionaje que Unzaga ampliará para ayudar a nacer los Estados Unidos.
Seguirá ocupando el cargo de director general de la Armada hasta su muerte en 1780, a los ochenta y ocho años de edad.
Su cuerpo fue enterrado en la iglesia de los Descalzos, donde permaneció hasta el derribo de ésta en 1868. Fue trasladado entonces al Panteón de Marinos Ilustres de San Fernando, donde permanece hoy en día y puede leerse su lápida que reza así:

Aquí yace el Excmo. Sr. Don Andrés Regio Brachiforte Saladino y Coloma. Cavallero de la Real Orden de San Genaro y de la de San Juan, Teniente General de la Real Armada, Director General de ella y Comandante General del Departamento de Cádiz. Murió a los 88 años de su edad en 10 de febrero de 1780. R. I. P. A.